# Loís Delluc
|  | No s'ha de confondre amb Louis Delluc. |

Loís Delluc   (Àlans, 21 d'agost de 1894 - Aisinas, 12 de setembre de 1974) fou un escriptor occità en llengua occitana i francesa, que deixà una obra considerable. Una de les seves obres, Tibal lo Garrèl, fou traduïda i publicada en català amb el títol El Garrell.

## Biografia
Loís Delluc va néixer al llogaret de Chambeaux a Àlans el 21 d'agost de 1894.
Estudià a l'Escola Superior de Belvés i després a l'Escola Normal de Perigús. Va ser mobilitzat per a la guerra el 1914 al 5è Regiment d'infanteria algeriana. Ferit greument, es va recuperar a Ais de Provença, on va conèixer Léon Aimard, advocat del Tribunal, del qual va esdevenir secretari. Léon Aimard era un felibre i va introduir Loís al món del Félibritge provençal i l'obra de Frederic Mistral.
El 1917, es va casar amb la també mestra Lucie Madeleine Rebière i tots dos són enviats a Sent Vincenç de Còssa, on van ensenyar durant vint-i-cinc anys (del 1926 fins a la jubilació). Quan es van retirar, anaren a la veïna ciutat de Bainac, lloc en el qual Delluc situaria la història d'una de les seves principals novel·les, Tibal lo Garrèl.
Avui el carrer de Bainac on va viure porta el nom de la seva obra principal "Rue Tibal lo garrel roman de Louis Delluc ". La plaça d'Àlans porta el seu nom des del 10 de gener de 2009.
Loís Delluc era cosí del cineasta Louis Delluc.

## Cultura occitana
Louis Delluc es va convertir en el mantenidor i gestor de projectes del Félibritge el 1928, secretari de Bornat, que és l'escola del Felibritge de Perigord, mestre en gai saber el 1930 i vicepresident del 17 de gener de 1954 fins a la seva mort.
El 1958 va fundar un grup folk Lo Grel a la ciutat de Sent Vincenç de Còssa.

## Obres

### Obres en occità
Nombrosos articles, poemes o contes publicats a les revistes Lo Bornat, Oc, Le Gai saber, L'Armana Provençau, Le Périgourdin de Bordeaux.
- Òda a la Dordonha, poema bilingüe, il·lustrat per Maurice Albe, Sarlat, Imprimerie Michelet, 1931.
- Un monge-cavalier, en Jeroni de Perigus, avesque del Cid (tirage a part des Analas del Centro de cultura valenciana, 1951), in Lo Bornat nº 4, octubre-desembre 1992.
- La farça del pairolier, comèdia en col·laboració amb el majoral Marcel Fournier, Périgueux, Fédération des Œuvres Laïques, sense data.
- La poetessa galiciana Rosalia Castro (Oc, double nº201-202 de juliol-desembre 1956, p. 224-236). Assaig.
- Fablettes pour les enfants des pays d'Oc, Lo Bornat del Perigòrd/ A.S.C.O. (Atelier sarladais de culture occitane), prefaci de Jean-Louis Galet, 1958.
- Fablettes pour les enfants du pays d'Oc, Périgueux, Éditions Pierre Fanlac, sense data, 35 p.
- Tibal lo garrèl, Avinyó, Edicions Aubanèl, 1958, 214 p.
- Tibal lo garrèl, Reedicion Lavit, Tolosa, Lo Libre occitan, 1968, 197 p.
- Lo secret del comte de Marcafava, comèdia per a titelles, Paraulas de Novelum, nº 81 bis, 1998.
- Tibal lo garrèl, L'arma que sagna, (primera part), edició bilingüe occitana i francesa, Castelnaud, Éditions L'Hydre, 2000. Prefaci de Bernard Lesfargues.
- Tibal lo garrèl… E la carn que patís, (segona part) edició bilingüe occitana i francesa, Alles-sur-Dordogne, Éditions Mémoire et traditions en Périgord, 2008. Prefaci de Jean Ganiayre. Advertiment de Gérard Marty, président de l'association Mémoire et traditions du Périgord.
- Fabletas per enfants del país d'Òc, Lo Bornat del Perigòrd/Novelum, 2004.

Tibal lo garrèl és una novel·la occitana que té lloc al Perigord al segle xvi, durant les guerres de religió. Aquesta novel·la ha passat per diverses edicions, sent la primera bilingüe. La darrera edició es divideix en dues parts. Els fets històrics reportats són certs i s'inspiren en les cròniques de la història del canonge Jean Tarde. Fou traduïda al català per Joan Sales i publicada per Club Editor.

### Traduccions castellà / occità
- La guerra dels ases, capítol XXIV del llibre El Quixot, Bordeus, Le Périgourdin de Bordeaux, 1957, 15 p.
- Argental e io (Platero y yo de Juan Ramón Jiménez, premi Nobel de literatura) en col·laboració amb el filòsof Joseph Migot i el majoral Jean Monestier, Lo Bornat. Sense data.

### Obres en francès
- Le mousse de la Niña, Paris, edicions Bourrelier 1953, Prix «Jeunesse», sobre l'epopeia de Cristòfor Colom.
- Des caravelles autour du monde, Paris, edicions Bourrelier, 1957, sobre el viatge de la nau «Victoria» de Magalhaes.
- L'enfance d'une reine, Paris, edicions Bourrelier, 1958, història d'Elisabet de França, filla d'Enric IV de França.
- Jeunes princes captifs, Paris, edicions Bourrelier, 1958, història de la vida dels dos fills del rei Francesc I de França.
- Le destin de Paquito, Paris, edicions Magnard 1963, història de la joventut de Miguel de Cervantes.
- Par la plume ou par l'épée, Namur, edicions du Soleil Levant, 1963, novel·la d'aventures inspirat per Cervantès.
- Olivier de Castille, edicions Bourrelier/Armand Colin, 1964, adaptat d'una novel·la de cavalleries castellana.

### Textos inèdits
- Lena la Mariandona, pastoral fluvial en dos actes
- L'èrba que fai perdre
- La granda aiga
- La longue espérance, en col·laboració amb Germaine Rougier, escrit al final de la seva vida

### Teatre
- Pièces inédites, escrit i representat per recollir diners per enviar paquets als presoners durant la guerra 1939-1940, parlat pels locutors del CD Souvenirs d'élèves de Louis Delluc.
- Louis Delluc et Marcel Fournier, La farço del peiroulie, Fédération des Œuvres laïques de La Dordogne, 1958.
- Louis Delluc et Bernard Lesfargues, Lo secret del comte de Marcafava, comèdia per a titelles, Novelum, 1998.

### Obres pòstumes
- Louis Delluc, Partis d'Argentat, Périgueux, Imprimerie Joucla, 1983, que recorda la vida dels barquers que baixaven per la Dordonya.
- Louis Delluc, Histoire de Saint-Vincent-de-Cosse, monographie, Le Roc de Bourzac, 2006.

## Premis
Louis Delluc va guanyar el Prix Jeunesse el 1953 per Le Mousse de la Niña. L'Acadèmia de Jocs Florals de Tolosa li va concedir una englantina d'argent per la seva poesia La gabarra embullada. El poema A la glorio del Périgord va guanyar el primer premi al gessamí d'argent de 1926.